# Ninja Spinki Challenges!!
Ninja Spinki Challenges!! est un jeu vidéo d'action développé Obokaidem et édité par .GEARS, sorti en 2017 sur iOS.

## Système de jeu
Ninja Spinki Challenges!! est une compilation de six micro-jeux dans l'esprit de Flappy Bird.

## Accueil
- Canard PC : 7/10[2]
- Gamezebo : 3/5[3]